# Ana (film, 2002)
Pour les articles homonymes, voir Ana.
Pour plus de détails, voir Fiche technique et Distribution.
Ana (Real Women Have Curves) est un film américain de Patricia Cardoso. Il est sorti le 8 novembre 2002 aux États-Unis et le 21 janvier 2004 en France, et a reçu le Prix du public, section fiction, au 21e Festival de Sundance.

## Synopsis
L'été commence pour Ana (America Ferrera), jeune fille d'origine mexicaine un peu introvertie (notamment en raison de ses rondeurs), qui vient de finir ses années de lycée. Sa mère Carmen (Lupe Ontiveros), une femme un peu hypocondriaque et surtout très à cheval sur les traditions, la pousse à venir travailler avec elle dans un atelier tenu par la sœur aînée d'Ana (Ingrid Oliu), où quelques femmes fabriquent à bas coût des robes de soirée ; elle espère qu'Ana se mariera rapidement et suivra ses pas, en menant la même vie qu'elle, laborieuse, certes, mais qu'elle juge plus convenable. Or, encouragée par son professeur d'anglais M. Guzman (George Lopez), Ana tente sa chance pour entrer à l'Université Columbia à la rentrée suivante. Un projet que sa mère n'approuve évidemment pas, et les rapports entre les deux femmes ne vont pas s'arranger lorsqu'Ana va commencer à fréquenter un ami du lycée, Jimmy (Brian Sites).

## Fiche technique
- Titre : Ana
- Titre original : Real Women Have Curves
- Réalisation : Patricia Cardoso
- Scénario : George LaVoo et Josefina Lopez d'après sa pièce de théâtre
- Musique : Heitor Pereira
- Photographie : Jim Denault
- Montage : Sloane Klevin
- Production : Effie Brown et George LaVoo
- Société de production : Newmarket Films et LaVoo Productions
- Société de distribution : Newmarket Films (États-Unis)
- Pays :  États-Unis
- Genre : Comédie dramatique
- Durée : 90 minutes
- Dates de sortie : 
  -  États-Unis : 18 octobre 2002
  -  France : 21 janvier 2004

## Distribution
- America Ferrera : Ana Garcia
- Lupe Ontiveros : Carmen Garcia
- Ingrid Oliu : Estela Garcia
- George Lopez : M. Guzman
- Brian Sites : Jimmy